# جادکووسکیه
جادکووسکیه (به لهستانی:  Dziadkowskie) یک روستا در لهستان است که در گمینا خوشلو واقع شده‌است.